# Jaish-e-Muhammad
Jaish-e-Muhammad eller Muhammeds armé, fökortat JeM, är en väpnad muslimsk mujaheddingrupp med bas i Pakistan och med målet att den indiska delen av Kashmir ska införlivas med Pakistan.

## Historik
Jaish-e-Muhammad grundades år 2000 av Maulana Masood Azhar och andra avhoppare från Harkat-ul-Ansar.
Gruppen har klassats som en terroristorganisation av bland andra Storbritannien, Indien och USA.
I maj 2009 arresterades fyra JeM-aktivister anklagade för att ha planlagt bombning av en synagoga i New York och raketbeskjutning av amerikanskt militärflyg. 
Åtta utbrytargrupper från JeM bekämpar den pakistanska armén. Två av dessa uppges omgruppera sig i Punjab efter att ha förlorat strider i Swatdalen.